# خبازة لندسية
خبازة لندسية (الاسم العلمي: Malva lindsayi ) هي نوع نباتي يتبع جنس الخبازة من الفصيلة الخبازية.  